# Кальві (провінція Беневенто)
Кальві (італ. Calvi) — муніципалітет в Італії, у регіоні Кампанія, провінція Беневенто.
Кальві розташоване на відстані близько 220 км на південний схід від Рима, 60 км на північний схід від Неаполя, 11 км на південний схід від Беневенто.
Населення — 2669 осіб (2014).
Покровитель — San Fortunato .

## Демографія
Населення за роками:

Станом на 1 січня 2023 року в муніципалітеті офіційно проживали 32 іноземці з 13 країн, серед них 15 громадян країн Євросоюзу та 8 громадян України.

## Сусідні муніципалітети
- Апіче
- Мірабелла-Еклано
- П'єтрадефузі
- Сан-Джорджо-дель-Санніо
- Сан-Наццаро
- Вентікано